# Jan Habsburg

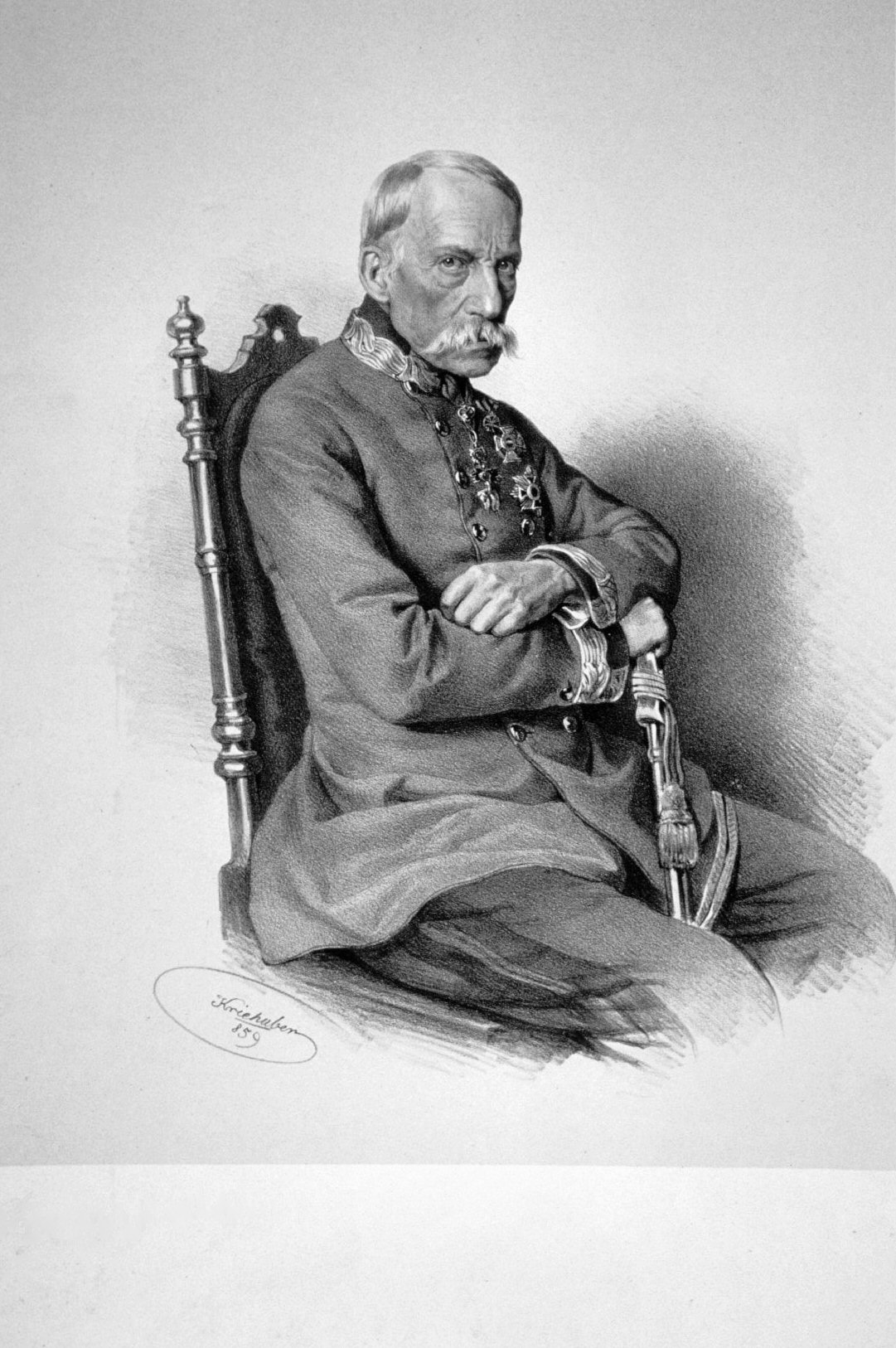
Arcyksiążę Jan Habsburg

Jan Baptysta Józef Fabian Sebastian Habsburg (ur. 20 stycznia 1782 we Florencji, Włochy, zm. 11 maja lub 10 maja 1859 w Grazu) – austriacki arcyksiążę, członek rodu Habsburgów, marszałek polny Armii Cesarstwa Austriackiego, modernizator przemysłu, rolnictwa i kolei, mecenas kultury i sztuki.

## Rodzina i młodość
Był jednym z młodszych synów cesarza Leopolda II i Marii Ludwiki Burbon, infantki hiszpańskiej. Na chrzcie otrzymał raczej nietypowe dla Habsburgów imię, Jan, na cześć Jana Chrzciciela patrona Florencji. Pierwszymi językami, jakich się nauczył, były francuski i włoski. W dalszej kolejności opanował niemiecki i łacinę. Już jako nastolatek przejawiał zainteresowanie krajami alpejskimi. Był wówczas pod dużym wpływem historyka i swojego nauczyciela Jana Müllera. Historia, kwestie społeczne, wojskowe i nauka absorbowały go i fascynowały przez całe życie. Zbierał minerały. Był zapalonym alpinistą, myśliwym, znawcą win, przemysłowcem i filantropem.

## Kariera wojskowa
Przeznaczony do kariery wojskowej uczestniczył w bardzo młodym wieku w kampanii przeciwko armii francuskiej Napoleona. Jako 18-latek dowodził armią austriacką w bitwie pod Hohenlinden. W bitwie tej został pokonany przez generała Jeana Moreau. 17 grudnia 1800 na stanowisku dowódcy zmienił go starszy brat arcyksiążę Karol. W 1809 roku na czele 75-tysięcznej armii odniósł sukces w północnych Włoszech. Pokonał kilkukrotnie wojska francuskie dowodzone przez pasierba Napoleona, generała Eugeniusza de Beauharnais. W 1815 oblegał fortecę Huningue.
W latach 1805–1849 był dyrektorem Terezjańskiej Akademii Wojskowej, utworzonej przez cesarzową Marię Teresę 14 grudnia 1751 w Wiener Neustadt.
Od 1795 do śmierci był szefem Pułku Dragonów Nr 9.

## Arcyksiążę Jan jako regent (1848-1849)
Dnia 29 czerwca 1848 roku Frankfurckie Zgromadzenie Narodowe, w którym przewagę zdobyła orientacja wielkoniemiecka, dążąca do utworzenia zjednoczonej Rzeszy Niemieckiej ze wszystkich krajów niemieckich, w tym również i Cesarstwa Austrii, wybrała arcyksięcia Jana, zwolennika tej koncepcji, na regenta (Reichsverweser). Na arcyksięcia, w Kościele św. Pawła, gdzie obradował parlament głosowało 436 posłów. Ważnym czynnikiem decydującym o wyborze Jana był fakt jego opozycji wobec kanclerza Metternicha.
Arcyksiążę został tymczasową głową państwa. Utworzył on rząd pod przewodnictwem Antona von Schmerlinga. Nie miał jednak wystarczającego mandatu i poparcia politycznego, aby utrzymać się przy władzy. Po upadku rewolucji marcowej, zrezygnował ze stanowiska pod koniec 1849 roku.

## Małżeństwo
Łamiąc zasady obowiązujące w rodzinie cesarskiej (małżonki arcyksiążąt musiały być odpowiednio wysoko urodzone), po wielu latach od poznania i latach starań o zgodę cesarza, ożenił się z miłości z córką poczmistrza, Anną Marią Plochl (1804–1885). Przydało to arcyksięciu ogromnej popularności. Dzięki staraniom arcyksięcia Anna w 1834 stała się baronową Brandhofen, a w 1850 roku otrzymała tytuł hrabiny von Meran. Para doczekała się jednego syna:
- Franciszek Ludwik Jan Baptysta(inne języki) (ur. 11 marca 1839, zm. 27 marca 1891) – hrabia von Meran, baron Brandhofen

∞ 1862 hrabianka Teresa von Lamberg (1836–1913)
Przez żonę jego szwagrem był bogaty ziemianin ormiański z Galicji baron Mikołaj Romaszkan, ożeniony z siostrą Anny Teresą.

## Odznaczenia
Odznaczenia arcyksięcia Jana to między innymi:
- Order Złotego Runa
- Krzyż Wielki Orderu Marii Teresy
- Krzyż Wielki Orderu Leopolda
- Order Świętego Andrzeja (Imperium Rosyjskie)
- Order Świętego Aleksandra Newskiego (Imperium Rosyjskie)
- Order Orła Białego (Imperium Rosyjskie)
- Order Świętej Anny I klasy (Imperium Rosyjskie)
- Order Orła Czarnego (Prusy)
- Order Orła Czerwonego I klasy (Prusy)
- Order Świętego Huberta (Bawaria)
- Krzyż Wielki Orderu Zasługi Wojskowej (Wirtembergia)
- Order Korony Rucianej (Saksonia)
- Krzyż Wielki Orderu Ernestyńskiego (Saksonia)
- Order Wierności (Badenia)
- Krzyż Wielki Orderu Lwa Niderlandzkiego (Niderlandy)
- Wielka Wstęga Orderu Leopolda (Belgia)
- Krzyż Wielki Orderu Zbawiciela (Grecja)
- Krzyż Wielki Orderu Ludwika (Hesja)